# Joe Purdy
Pour les articles homonymes, voir Purdy.
Joe Purdy est un chanteur de folk américain. Né le 12 juillet 1976 en Arkansas
Sa voix est servie par des mélodies mélangeant blues, bluegrass, folk, et pop. On pourrait le comparer succinctement à Damien Rice, par exemple.
Sa chanson 'Wash Away (Reprise)', issue de l'album Julie Blue, est présente sur la bande son de la série à succès Lost. 'I Love the Rain the Most', 'The City', 'Far Away Blues', 'Suitcase' et 'Can't Get It Right Today' sont quant à elles utilisées pour la musique de la série Grey's Anatomy.
Durant la dernière décennie, Joe Purdy a produit au total onze albums, ce qui fait de lui un artiste pour le moins prolifique. Son année la plus riche fut 2006 avec la parution de trois albums, Only Four Seasons, You Can Tell Georgia et Paris In The Morning.